# Made (programma televisivo)
Made è un reality show vincitore di un Daytime Emmy Award trasmesso da MTV. La serie ruota intorno a dei teenager che desiderano diventare (in inglese appunto "made") cantanti, atleti, ballerini, skater, ecc. I ragazzi sono seguiti da un "Made Coach", un esperto nel campo da loro scelto che li aiuta a raggiungere il loro obiettivo nel corso di diverse settimane. Made documenta i processi di apprendimento e impegno dei ragazzi per raggiungere il loro obiettivo. Partito nel 2002, il programma è attualmente è formato da 10 stagioni.

## Stagioni

### Stagione 1
- Diana, una ragazza sovrappeso, vuole diventare cheerleader;
- Una band locale vuole entrare nella battaglia delle band;
- Mike, un nerd, vuole diventare un giocatore di basket;
- Uno studente delle superiori vuole diventare un cantante lirico;
- Najah, uno studente del college, vuole diventare un modello.

### Stagione 2
- Katie, un maschiaccio, entra nel concorso di bellezza;
- Kristen, una ragazza popolare, vuole diventare una motociclista;
- Shonna, una ragazza timida, vuole diventare presidente studentesco;
- Beans, uno scansafatiche, vuole diplomarsi;
- Duke, un impacciato studente del college, vuole diventare un bagnino;
- Andrew vuole diventare regista;
- Jordan, un ragazzo sovrappeso, vuole diventare un triathloneta.

### Stagione 3
- Tony, un nerd, vuole diventare un seduttore;
- Cynthia vuole diventare una giocatrice di football;
- Angie vuole diventare un'attrice;
- Johnny vuole diventare un ballerino;
- Andi, una ragazza impopolare, vuole diventare reginetta del ballo;
- Mike e Justin vogliono diventare scrittori.

### Stagione 4
- Britney, una bella ragazza sud, fa un'audizione per un musical a Broadway;
- Kitty, una tranquilla ragazza, entra in un concorso di bellezza;
- Scott, un metallaro, vuole diventare Mr. North Star;
- Megan e Katelyn vogliono diventare attrici cinematografiche;
- Rachel, una goffa ragazza, vuole ottenere un appuntamento formale;
- Alley, una corista, vuole diventare una ballerina di hip hop;
- Heather, una cheerleader, vuole diventare una skater.

### Stagione 5
- Selena, una ragazza alla moda, vuole diventare una surfista;
- Richard, un ragazzo sovrappeso, vuole diventare un fidanzato ideale;
- Abby, la figlia di un ministro, vuole diventare una ballerina di hip hop;
- Christian, un ragazzo sovrappeso, vuole diventare un giocatore di football;
- Jackie, una ragazza trascurata, entra in un talent show.
- Dov, un ragazzo inetto, vuole diventare un wrestler;
- Anna, una nerd, vuole diventare un'attrice secondaria;
- Lawyrn, una ragazza alla moda, vuole diventare una motociclista;
- Mack, un atleta, vuole diventare un ballerino di danza classica;
- Stephanie, componente di una band, vuole diventare una giocatrice di basket.

### Season 6
- Nile, un ragazzo inetto, vuole diventare un rapper;
- Sam, un maschiaccio, vuole diventare una ragazza alla moda;
- Amanda vuole diventare una snowboarder;
- Brian, un nerd, vuole diventare un seduttore;
- Brittany, una punk, vuole diventare reginetta del ballo;
- Mary, una ragazza tranquilla, vuole diventare una cheerleader;
- Joan, un ragazzo impopolare, vuole diventare un waterboarder[Parola non esistente in italiano: cosa vorrà mai dire ? Tra l'altro il waterboarding è una tecnica di tortura mediante acqua ... possibile che il ragazzo voglia diventare un torturatore ?];
- Zach, un atleta, vuole diventare uno skater;
- Bryttni, un giocatore di softball, vuole entrare in un corpo di ballo;
- Alyssa vuole diventare un'attrice di commedie;
- Alaric, una ragazza hippie, vuole diventare una rockettara;
- Josh, un ragazzo gay sovrappeso, vuole diventare un calciatore;
- Nadia, una timida ragazza, vuole diventare una Central Idol[Ovvero ?];
- Genevieve, una studentessa da tutte A, vuole diventare una rapper;
- Stephanie, una punk, vuole diventare Miss Teen Arizona;
- Themi, una ragazza popolare, vuole diventare una skater;
- Alexa, membro di una band, vuole entrare nella battaglia delle band;
- Danielle, una ragazza sovrappeso, vuole perdere peso;
- Jason, un genio del computer, vuole diventare un ballerino di breakdance.

### Speciali
- Brian, un precedente concorrente di Made, va a Spring Break;
- Marissa, una ragazza grunge[[[Aiuto:Chiarezza|Cosa vuol dire ? Vi è qualche legame con Grunge]]], vuole diventare una ragazza alla moda.

### Stagione 7
- Yasmin vuole diventare una boxer;
- Jordan, un ragazzo sovrappeso, vuole diventare re del ballo;
- Lindsey, una ragazza alla moda, vuole diventare una giocatrice di rugby;
- Dylan vuole diventare uno stilista;
- Jordan vuole diventare principe del ballo;
- Sam, una divoratrice di libri, vuole diventare una ballerina di breakdance;
- Katie vuole diventare reginetta del ballo;
- MOrgan, una ragazza emo, vuole diventare una cheerleader;
- Katie, un'appassionata di scienze, vuole diventare Miss simpatia;
- Fronzie, un rockettaro sovrappeso, vuole diventare un modello;
- Katrina, una principessa viziata, vuole diventare una calciatrice;
- Keith vuole diventare un ballerino;
- Julie vuole diventare una giocatrice di pallavolo;
- Brandin vuole diventare re del ballo.

### Stagione 8 (SuperMADE)
- Abbey, Amanda e Allisha (conosciute come Le Tre A perché si chiamano Abbey, Amanda e Allisha) cercano di diventare attrici in La valle dei pini;
- Jeremy e Chelsey vogliono diventare rock star e vincere la battaglia delle band;
- Diem, concorrente del programma di MTV Real World/Road Rules Challenge, vuole diventare un ballerino;
- La famiglia Mosher vuole diventare una famiglia salutare e Cindy vuole perdere peso per il suo 16º compleanno;
- Josh, concorrente della 6ª stagione, vuole diventare un giornalista di moda;
- Ashley e Jessica vogliono diventare motocicliste di motocross.

## Curiosità
Sebbene ci siano molte aspirazioni uniche, vi sono alcune ripetizioni:
- 5 ballerini
- 3 aspiranti cheerleader
- 3 re/reginette del ballo
- 2 promettenti concorrenti per la Battaglia delle band
- 2 skater[In realtà l'attività si ripete 3 volte nell'elenco precedente]
- 2 piloti
- 3 candidati seduttori
- 2 giocatori di football
- 2 attrici
- 2 rapper
- 2 calciatori
- 2 aspiranti ragazze alla moda
- 2 ballerini di break dance

Famose guest star/coach: Mark Hoppus, Carey Hart, Paul Wharton, Tony Hawk, Tony Braithwaite, Dave Mirra, Percy Daggs III, Kurt Angle, Bobbie Eakes, Snoop Dogg, The Game, Shoshana Bean, Seth Rudetsky, Ron Thal, Eddie George, C-Rayz Walz, Ryan Key, Princess Superstar, Heatherette, Ghostface Killah, e Tim O'Connor.